# 갈라틴
갈라틴(Galatine) 또는 갈루스는 아서 왕 전설에 나오는 원탁의 기사의 일원인 가웨인의 보검이다. 